# Luigi Ferdinando di Prussia (1772-1806)
Federico Luigi Cristiano di Prussia, detto Luigi Ferdinando di Prussia (Friedrichsfelde, 18 novembre 1772 – Saalfeld, 10 ottobre 1806), è stato un generale prussiano, scrittore e musicista.

## Biografia
Terzo figlio del principe Augusto Ferdinando di Prussia e della moglie principessa Anna Elisabetta Luisa di Brandeburgo-Schwedt, quindi nipote di Federico il Grande.
Il nome Ferdinando (dal padre) fu adottato per distinguerlo dal quasi coetaneo cugino di secondo grado Luigi, figlio del re Federico Guglielmo II.
Il principe Luigi Ferdinando imboccò subito la carriera militare e combatté nella guerra della Prima Coalizione ricevendo subito il grado di generale. Prese parte alla campagna del duca di Brunswick contro la Repubblica Francese e fu ferito nell'Assedio di Magonza del 1793.
Egli appartenne al cerchio delle persone che nel 1805 si strinsero attorno alla regina Luisa nella convinzione di dover affrontare Napoleone Bonaparte e che cercò con l'aiuto del barone di Stein di convincere in proposito il re di Prussia. Nel maggio di quell'anno consegnò con il barone Stein al re un rapporto relativo. Il re in un primo tempo rifiutò ma infine cedette ed ordinò la mobilitazione.

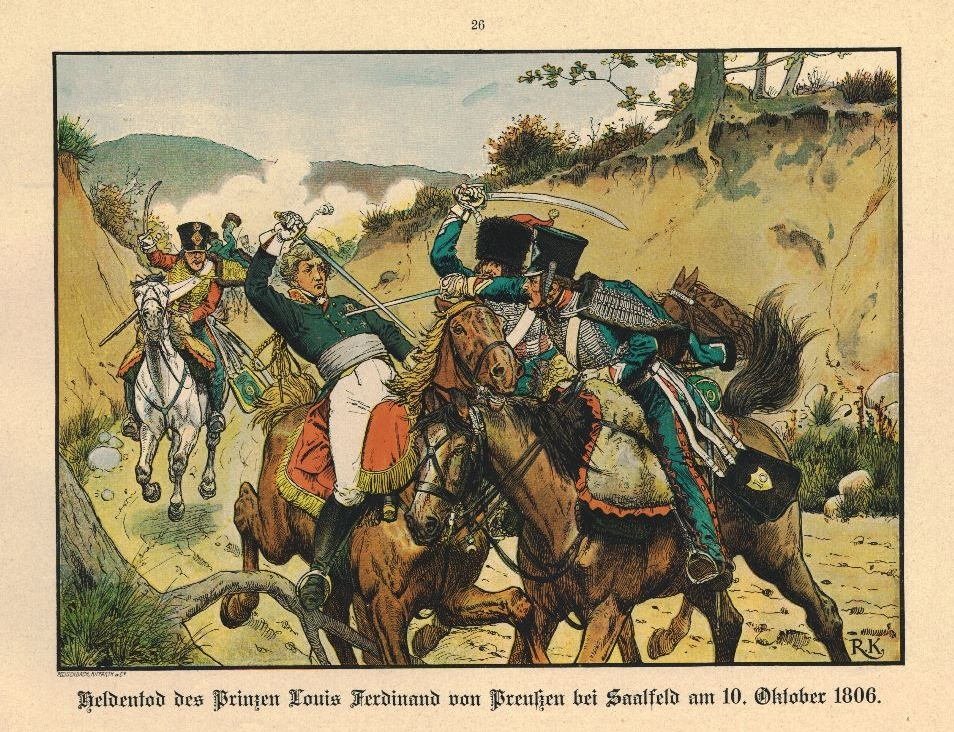
La morte in battaglia del principe Luigi Ferdinando - Dipinto di Richard Knötel (1857-1914)

Scoppiata la guerra, mosse contro Napoleone con il suo Corpo d'Armata ed il 10 ottobre 1806 attaccò l'avanguardia dell'ala sinistra della Grande Armée,  comandata dal Maresciallo di Francia Jean Lannes, durante la battaglia di Saalfeld con truppe numericamente inferiori a quelle del generale francese. Nel tentativo di sventare una manovra di accerchiamento da parte dei francesi, si impegnò personalmente per arginare l'arretramento dei suoi ma fu ucciso in un corpo a corpo con un sottufficiale degli ussari francesi, certo Jean-Baptiste Guindey, di Laruns.
Particolarmente dotato si segnalò come musicista, filosofo e politico. Lasciò molte composizioni musicali e scritti politici.
Dal matrimonio morganatico con la contessa cattolica francese Maria Adelaide de la Grange, nel 1797 nacque a Magdeburg il figlio Teodoro Klitsche de la Grange (Theodor Friedrich Klitsche de la Grange).
Tramite il figlio illegittimo Luigi di Wildenbruch fu il nonno dello scrittore Ernesto di Widenbruch e trisavolo del combattente della Resistenza tedesca Peter Yorck von Wartenburg. In periodo romantico, la sua precoce morte in battaglia, unitamente alla sua notorietà, lo rese assai popolare.

## Ascendenza
|                                              |                                          |                                                           | Genitori                                |  |  | Nonni |  |  | Bisnonni              |  |  | Trisnonni                           |  |
|                                              |                                          |                                                           |                                         |  |  |       |  |  | Federico I di Prussia |  |  | Federico Guglielmo I di Brandeburgo |  |
|                                              |                                          |                                                           |                                         |  |  |       |  |  | Federico I di Prussia |  |  | Federico Guglielmo I di Brandeburgo |  |
|                                              |                                          | Luisa Enrichetta d'Orange                                 |                                         |  |  |       |  |  | Federico I di Prussia |  |  |                                     |  |
| Federico Guglielmo I di Prussia              |                                          |                                                           |                                         |  |  |       |  |  | Federico I di Prussia |  |  |                                     |  |
|                                              |                                          | Sofia Carlotta di Hannover                                | Ernesto Augusto di Brunswick-Lüneburg   |  |  |       |  |  |                       |  |  |                                     |  |
|                                              |                                          | Sofia Carlotta di Hannover                                | Ernesto Augusto di Brunswick-Lüneburg   |  |  |       |  |  |                       |  |  |                                     |  |
|                                              |                                          | Sofia Carlotta di Hannover                                | Sofia del Palatinato                    |  |  |       |  |  |                       |  |  |                                     |  |
| Augusto Ferdinando di Prussia                |                                          | Sofia Carlotta di Hannover                                |                                         |  |  |       |  |  |                       |  |  |                                     |  |
|                                              |                                          | Giorgio I del Regno Unito                                 | Ernesto Augusto di Brunswick-Lüneburg   |  |  |       |  |  |                       |  |  |                                     |  |
|                                              |                                          | Giorgio I del Regno Unito                                 | Ernesto Augusto di Brunswick-Lüneburg   |  |  |       |  |  |                       |  |  |                                     |  |
|                                              |                                          | Giorgio I del Regno Unito                                 | Sofia del Palatinato                    |  |  |       |  |  |                       |  |  |                                     |  |
| Sofia Dorotea di Hannover                    |                                          | Giorgio I del Regno Unito                                 |                                         |  |  |       |  |  |                       |  |  |                                     |  |
|                                              |                                          | Sofia Dorotea di Celle                                    | Giorgio Guglielmo di Brunswick-Lüneburg |  |  |       |  |  |                       |  |  |                                     |  |
|                                              |                                          | Sofia Dorotea di Celle                                    | Giorgio Guglielmo di Brunswick-Lüneburg |  |  |       |  |  |                       |  |  |                                     |  |
|                                              |                                          | Sofia Dorotea di Celle                                    | Éléonore d'Esmier d'Olbreuse            |  |  |       |  |  |                       |  |  |                                     |  |
| Luigi Ferdinando di Prussia                  |                                          | Sofia Dorotea di Celle                                    |                                         |  |  |       |  |  |                       |  |  |                                     |  |
|                                              | Filippo Guglielmo di Brandeburgo-Schwedt | Federico Guglielmo I di Brandeburgo                       |                                         |  |  |       |  |  |                       |  |  |                                     |  |
|                                              | Filippo Guglielmo di Brandeburgo-Schwedt | Federico Guglielmo I di Brandeburgo                       |                                         |  |  |       |  |  |                       |  |  |                                     |  |
|                                              | Filippo Guglielmo di Brandeburgo-Schwedt | Sofia Dorotea di Schleswig-Holstein-Sonderburg-Glücksburg |                                         |  |  |       |  |  |                       |  |  |                                     |  |
| Federico Guglielmo di Brandeburgo-Schwedt    | Filippo Guglielmo di Brandeburgo-Schwedt |                                                           |                                         |  |  |       |  |  |                       |  |  |                                     |  |
|                                              |                                          | Giovanna Carlotta di Anhalt-Dessau                        | Giovanni Giorgio II di Anhalt-Dessau    |  |  |       |  |  |                       |  |  |                                     |  |
|                                              |                                          | Giovanna Carlotta di Anhalt-Dessau                        | Giovanni Giorgio II di Anhalt-Dessau    |  |  |       |  |  |                       |  |  |                                     |  |
|                                              |                                          | Giovanna Carlotta di Anhalt-Dessau                        | Enrichetta Caterina d'Orange            |  |  |       |  |  |                       |  |  |                                     |  |
| Anna Elisabetta Luisa di Brandeburgo-Schwedt |                                          | Giovanna Carlotta di Anhalt-Dessau                        |                                         |  |  |       |  |  |                       |  |  |                                     |  |
|                                              |                                          | Federico Guglielmo I di Prussia                           | Federico I di Prussia                   |  |  |       |  |  |                       |  |  |                                     |  |
|                                              |                                          | Federico Guglielmo I di Prussia                           | Federico I di Prussia                   |  |  |       |  |  |                       |  |  |                                     |  |
|                                              |                                          | Federico Guglielmo I di Prussia                           | Sofia Carlotta di Hannover              |  |  |       |  |  |                       |  |  |                                     |  |
| Sofia Dorotea di Prussia                     |                                          | Federico Guglielmo I di Prussia                           |                                         |  |  |       |  |  |                       |  |  |                                     |  |
|                                              |                                          | Sofia Dorotea di Hannover                                 | Giorgio I del Regno Unito               |  |  |       |  |  |                       |  |  |                                     |  |
|                                              |                                          | Sofia Dorotea di Hannover                                 | Giorgio I del Regno Unito               |  |  |       |  |  |                       |  |  |                                     |  |
|                                              |                                          | Sofia Dorotea di Hannover                                 | Sofia Dorotea di Celle                  |  |  |       |  |  |                       |  |  |                                     |  |
|                                              |                                          | Sofia Dorotea di Hannover                                 |                                         |  |  |       |  |  |                       |  |  |                                     |  |